# Kättilstorp
Kättilstorp è un'area urbana della Svezia situata nel comune di Falköping, contea di Västra Götaland.
La popolazione rilevata nel censimento 2010 era di 253 abitanti .